# Magnistipula devriesii
Magnistipula devriesii är en tvåhjärtbladig växtart som beskrevs av Franciscus Jozef Breteler. Magnistipula devriesii ingår i släktet Magnistipula och familjen Chrysobalanaceae. Inga underarter finns listade i Catalogue of Life.